# 오니즈카촌
오니즈카촌(鬼塚村)은 사가현 히가시마쓰우라군에 속해있던 촌이다. 현재의 가라쓰시에 해당한다.

## 역사
- 1889년 4월 1일 - 정촌제 시행에 의해 히가시마쓰우라군 오니즈카촌이 성립하였다.
- 1954년 11월 1일 - 가라쓰시에 편입해 폐지되었다.

## 참고문헌
- 『市町村名変遷辞典』東京堂出版、1990年。